# Jodhpur
|  | Per a altres significats, vegeu «Jodhpur (ciutat)». |

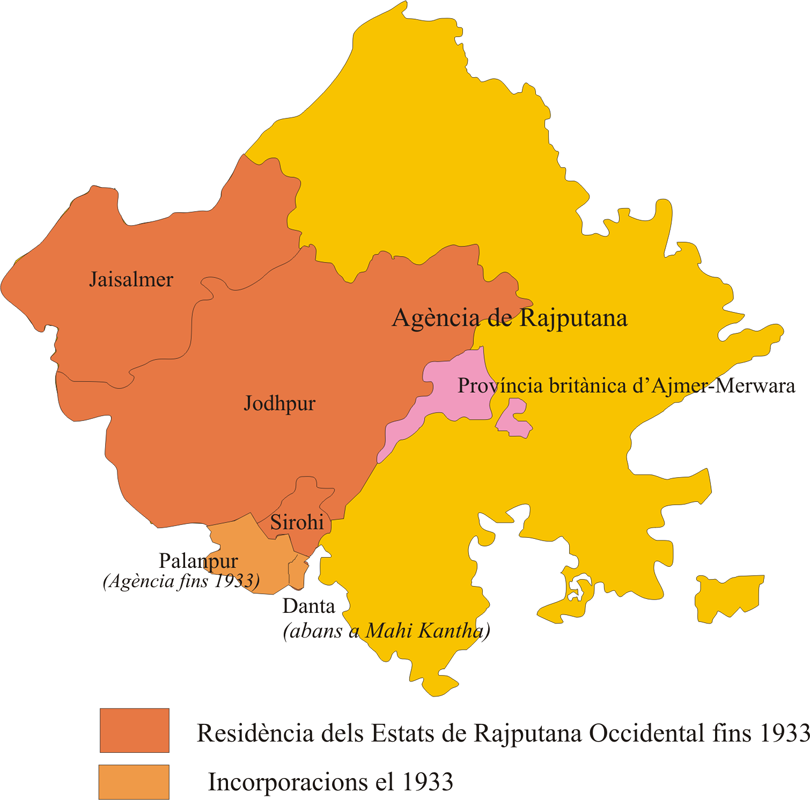
Jodhpur dins l'agència dels estats de la Rajputana Occidental a l'Agència de Rajputana

Jodhpur o Marwar fou un antic principat de la Rajputana, el més gran de l'agència, amb una superfície de 90.554 km² (més d'un 25% de la superfície total de l'agència de Rajputana i el 60% de l'agència dels estats occidentals).

## Geografia
Limitava al nord amb Bikaner; a l'oest amb Sindh; al nord-oest amb Jaisalmer; al sud-oest amb el Rann de Kutch; al sud amb Palanpur i Sirohi; al sud-est amb Udaipur; a l'est amb la província d'Ajmer-Merwara i el principat de Kishangarh; i al nord-est amb Jaipur.
Les úniques parts fèrtils són al nord-est i al sud-est a les muntanyes Aravalli. La part nord i nord-oest és una zona deserta coneguda com el thal; els Aravalli formen el límit oriental amb una altura màxima de 1118 metres; algunes serralades surten dels Aravalli, especialment els turons de Sunda (Jaswantpura) amb una altura de 1008 metres, els Chappan-ka-pahar (prop de Siwana) amb 991 metres al punt més alt, i els turons de Roja a Jalor amb 746 metres.
El riu principal és el Luni amb els afluents Lilri, Raipur Luni, Guhiya, Bandi, Sukri i Jawai per l'esquerra i el Jojri per la dreta. El principal llac és el llac salat de Sambhar, i cal esmentar dos altres depressions salades: Didwana i Pachbhadra; també hi ha algunes maresmes (jhils) prop de Bhakti al sud-oest.
Marwar fou el nom alternatiu del principat de Jodhpur que inicialment estava íntegrament al Marwar encara que després incloïa altres territoris; els britànics van aplicar el nom a la part occidental de l'Agència de la Rajputana. Marwar és una corrupció de Maru-war (normalment Marusthala o Marusthan o Marudesa) que voldria dir "Terra de la Mort" i després "Terra dels marus". Abul Faz el 1582 ja assenyala els governs de Jodhpur, Sirohi, Ajmer, Bikaner i Nagaur, als que anomena sarkars, i diu que la regió era poblada pels rathors. Marwaris o marwari banias fou el nom donat als comerciants estrangers que van gosar aventurar-se al país pel seu comerç i van arribar a controlar-lo, formant una nombrosa corporació.

## Població, religió i llengua
L'estat inclou 4057 ciutats i llogarets (1 ciutat, 1 municipi, 26 viles i la resta llogarets), a més de 21 del districte britànic de Merwara sobre els que, segons el tractat amb els britànics del 1885, el maharaja conserva alguns drets. Sambhar estava sota jurisdicció conjunta dels darbars (governs) de Jaipur i Jodhpur.
Les principals ciutats eren Jodhpur (ciutat), Phalodi, Nagaur, Pali, Sojkat i Kuchawan.
La població el 1901 era 1.935.565 dels quals 83% són hindús (incloent-hi els membres de la secta dels dadupanthis, dividida en tres grups entre els quals els gharbari que només són a Jodhpur, i la secta de bishnois integrada per jats), 8% musulmans i 7% jains (la resta animistes i uns 300 cristians). El 1931 la població era de 2.134.848 habitants.
La llengua principal és el marwarí, un dels quatre grups principals del rajasthaní.
Entre tribus i castes cal destacar els jats (220.000, 11%) el bramans (192.000, 10%), rajputs (9%), mahajans (9%), balais o bhambis (7%), rebaris, malis, chakars o goles i kumhars.
El 58% de la població es dedicava a l'agricultura directament i de fet era el 61%.
Només el 6% de la població podia llegir i escriure el 1905 però hi havia diverses escoles. La sanitat estava coberta per 24 hospitals i alguns dispensaris

## Clima
El clima és sec fins i tot durant el monsó, i amb fortes variacions de temperatura. Els mesos de calor aquesta és molt intensa i es produeixen vents forts de l'abril al juny amb turmentes d'arena. Després al juliol, agost i setembre el clima és agradable; a l'octubre i part de novembre es dona de vegades una segona època càlida. La temperatura mitjana (mesurada entre 1896 i 1905) fou de 27,5 graus variant entre 20 graus el gener i 33 al maig, però s'ha arribat a puntes a l'entorn dels 50 graus (i per sota als menys dos graus).

## Agricultura i alimentació, comunicacions
La sal era la principal riquesa, i estava explotada pels britànics en règim de monopoli però el 1870 es van cedir algunes taxes al govern de l'estat. Prop del llac Sambhar s'obtenia marbre a Marwana.
Entre 1792 i 1900 el país va patir 17 fams, i especialment dramàtica fou la de 1812-1813, i molt greu la de 1869-1870 acompanyada de colera i en la que va morir el 85% dels ramats; la de 1891-1892 va anar acompanyada de manca d'aigua; finalment la de 1899-1900.
L'estat estava creuat al sud-est pel ferrocarril Rajputana-Malwa (des de 1880) amb uns 180 km i 16 estacions. Una via ferrera pròpia que uneix Jodhpur i Bikaner es va construir entre 1881 i 1900 i va quedar unida a la línea Rajputana-Malwa a Marwar.

## Govern i administració
El govern de l'estat corresponia al maharaja assistit pel mahakma khas (un departament de dos membres) i un consell consultiu. El mahakma khas governava l'estat en absència del maharaja. La justícia està en mans de les corts anomenades darbar (41) i jagirdars. Dels 4030 llogarets de l'estat, només 690 eren khalsa (explotats pel maharaja) i la resta estaven en mans de nobles terratinents (jagir) o organitzacions religioses.
El territori estava dividit en 24 districtes fins al 1903 (en aquest any es van reduir a 23), anomenats hukumats i governats per hakims: Jodhpur, Bali, Desuri, Bilara, Didwana, Jaitaran, Jalor, Jaswantpura, Mallani, Marot, Merta, Nagaur, Nawa (unit a Sambhar el 1903), Pachbhadra, Pali, Parbatsar, Phalodi, Sambhar, Sanchor, Sankra, Sheo, Shergarh, Siwana i Sojat.
El principat de Jodhpur tenia diversos estats feudataris, thikanes o jagirs sovint concedits a persones relacionades amb la casa reial. El nombre de nobles de l'estat era de 144 i d'aquestos 122 eren rathors rajputs. El jagirs més importants eren: Agewa, Alaniawas o Alniawas, Asope, Auwa, Bhaduran, Bhadrajan o Bhadrajun, Kantalia, Kherwa o Karwar, Nimaj, Pokaran, Raipur, Principat de Ras i Rian o Riyan. Eren jagirs menors i thikanes: Badanwara, Badgaon, Badu o Budu, Badlu o Budlu, Bagsuri, Balunda, Bansya, Principat de Bar, Barkana, Barli, Principat de Bera o Beda, Bhenswara, Bhinai, Bithian, Bhopalgarh, Budsu o Bursu, Principat de Busi, Chandawal, Chandelao, Chanod o Chanud (també apareix com Chanoud), Chelawas, Dakla, Daspan, Deogaon-Barghera, Deolia, Dhanla, Dudod, Ghanerao o Ghanarao, Principat de Govindgarh, Harji, Jalim Vilas, Jaola, Jasnagar, Jasol, Jiliya, Junian, Khejala, Ladnun o Ladnu, Leri, Mehrun, Mohrra, Rajlani, Rakhi Jojawar, Sabaldur, Samdari, Ransigaon, Raoti, Rinsi, Siriyari, Sawar, Siwas, Tantoti o Umednagar.
L'exèrcit el formaven 1210 llancers en dos regiments, 600 cavallers, i 2400 homes d'infanteria i 254 d'artilleria a més de 2019 homes aportats pels jagirdars. La força local de policia estava formada per 1500 homes.

## Correus i moneda
El sistema postal de l'Índia Britànica fou adoptat el 1886 hi tenia nombroses oficines de correus i algunes de telègraf. Entre 1912 i 1949 va emetre segells diversos per ús intern, i també consten emissions de diversos jagirs i thikanes.
La moneda local de plata era el Bijai shahi o Ikfisanda (rupia); el 1899 es va adoptar la moneda de l'Índia Britànica

## Història
El país estava dirigit pel clan rathor dels rajputs, suposats descendents de Rama, el rei deu d'Ayodhia. Inicialment portaren el nom de rashtra (protectors) del que va derivar rashtrakuta (kuta = alt) o Maharashtra (maha = gran). El primer sobirà conegut amb certesa és Abhimaniyu (segle V o VI).
Fins al 973 els rashtrakutes van donar 19 reis al Dècan, però en aquesta data foren expulsats pels Chalukya (rajputs solanki). Es van retirar a les possessions d'una branca familiar a Kanauj i al cap de 25 anys van fundar una nova dinastia coneguda com a Gaharwar amb 9 reis dels quals els dos primers no haurien governat a Kanauj; el darrer fou Jai Chand que el 1194 fou derrotat per Muhammad de Ghor i es va ofegar al Ganges quan fugia.
Un net o nebot, Siahji, es va establir al desert del Rajasthan amb 200 seguidors, ocupant Kher, i va començar a dominar territoris que pertanyien als rajputs gohel; el 1212 dominava els turons d'arena de Luni; els bramans de Pali li van demanar ajut contra els mers, bhils i mines; Siahji es va valer del seu èxit per eliminar els caps bramans durant un festival. Això es pot considerar la fundació de l'estat.
El país, encara que ja des del segle X tenia la presència d'algun grup dels rathors, estava dominat en la major part pels clans rajputs dels parihar, gohel, chauhan i paramara. Els nou successors de Siahji es van enfrontar amb el poble al que volien dominar, cosa que va aconseguir el desè, Rao Chanda, el 1383, que va ocupar Mandor al cap dels parihar i es va casar amb una filla d'aquest cap. A Mandor es va establir la capital dels rathors durant 68 anys. En aquest temps es va incorporar Nagaur i altres llocs. Rao Chonda va morir el 1424 i després d'unes lluites successories va pujar al tron el seu fill Ran Mal que va morir en un intent de cop d'estat del príncep Rana Kumbha.
El següent sobirà Rao Jopdha (o Jodha) que va annexionar Sojat el 1455 i el 1459 va fundar Jodhpur on va establir la capital de la qual l'estat va acabar agafant el nom. Va tenir 14 o 17 fills i el va succeir el més gran, Satal, el 1488; va morir en batalla el 1491 contra el subahdar d'Ajmer; un altre fill fou Bika, fundador de l'estat de Bikaner.
A Satal el va seguir el seu germà Suja, conegut com el príncep cavaller, que va morir en combat contra els pathans a Pipar quan intentava rescatar a 140 joves rathors. Rao Ganga (1516-1532) va lluitar contra l'emperador mogol Baber i fou derrotat decisivament a Khanua el 1527, morint el seu net Rai Mal o altres destacats rathors.
Rao Maldeo (1532-1569) fou un príncep considerat el més poderós de l'Índia o un dels més poderosos. Va ampliar el seu territori i va portar al principat a la cimera del seu poder. Quan l'emperador Humayun fou derrocat per Sher Shah, va demanar ajut a Maldeo, que no li va donar, però no va poder evitar la invasió del país per Sher, el 1544, amb vuitanta mil homes, i el mogol va aconseguir una victòria pírrica però va estar a punt de ser derrotat; després el país fou envaït per Akbar (1556-1605) que va conquerir els forts de Merta i Nagaur; Maldeo va voler negociar però en devades; finalment Akbar va assetjar Jodhpur i Maldeo va haver de donar al seu fill gran Udai Singh com a ostatge i pagar tribut, però l'emperador li va reconèixer el domini de l'estat i la direcció dels rathors.
Maldeo va morir poc després i va seguir una guerra civil entre Udai Singh i el seu germà Chandra Sen, que finalment es va imposar amb el suport de la noblesa; va governar pocs anys i el va succeir (1581) Udai, que va donar a la seva germana Jodh Bai en matrimoni a Akbar i a la seva filla al príncep mogol Salim (Djahangir) i va obtenir la restitució de totes les antigues possessions excepte Ajmer i algunes zones de Malwa, a més del títol de raja.
Els següents sobirans foren Sur Singh (1595-1620) i Gaj Singh (1620-1638) fidels a l'emperador al que van servir en diverses batalles a Gujarat i Dècan; el primer va obtenir el títol de sawai raja i el segon fou virrei de Dècan i va rebre el títol de dalbhanjan (destructor d'exèrcits) i dalthambhan (líder de l'exèrcit). El títol de maharaja fou concedit al seu successor Jaswant Singh, que fou virrei de Malwa (1658) i cap de l'exèrcit contra Aurangzeb i Murat revoltats contra el seu pare, i va patir una inesperada derrota a Fatehabad prop d'Ujjain; però Aurangzeb li va oferir el perdó si es passava al seu servei i lluitava contra Shuja; ho va fer però després, al mig de la batalla, el va trair i es va retirar a Jodhpur; després fou virrei de Gujarat i Dècan; finalment el 1678 Aurangzeb, ara emperador, per allunar-lo, li va concedir el comandament d'un exèrcit contra els afgans i va morir aquell any a Jamrud i el va succeir el seu fill pòstum Ajit Singh.
Durant la minoria, Aurangzeb va envair Jodhpur, va saquejar la ciutat i altres nuclis importants, va destruir els temples, i va ordenar la conversió dels rathors a l'islam. Però a la mort d'Aurangzeb el 1707, Ajit Singh va tornar a la seva capital, va expulsar a la guarnició imperial, i va recuperar el seu domini; el 1708 es va formar una aliança entre Jodhpur, Udaipur i Jaipur contra els mogols. Després d'una victòria dels aliats el 1709 a Sambhar, Bahadur Shah I va signar la pau.
Quan Ajit Singh es va negar a fer homenatge a l'emperador, els mogols van atacar Jodhpur i el príncep hereu Abhai Singh fou portat com a ostatge a Delhi, i Ajit va haver de donar la seva filla gran en matrimoni a Farrukhsiyar i anar a la cort imperial. A la mort d'aquest el 1719, Ajit Singh va retornar a Jodhpur (1720) i va ocupar Ajmer (1721) on va encunyar moneda amb el seu nom, però al cap de dos anys va haver de rendir la ciutat a Muhammad Shah de Delhi. Mentre Abhai Singh es va convèncer de què la política del seu pare portava a la destrucció de l'estat i va decidir assassinar-lo, i va convèncer de fer el crim al seu germà Bakht Singh, que el va portar a terme el 1724.
Abhai Singh fou proclamat maharaja i va regnar 26 anys. El 1731 va fer un gran servei a l'emperador Muhammad amb la conquesta d'Ahmedabad i la derrota del rebel Sarbuland Khan.
Abhai Singh va morir el 1750 i el va succeir el seu fill Ram Singh, que aviat fou enderrocat pel seu oncle Bakht Singh, que el va obligar a fugir a Ujjain on es va trobar amb Jai Appa Sindhia amb el que va planificar recuperar el poder; llavors va morir Bakht Singh, enverinat probablement per un familiar proper (una tia o una neboda, l'esposa del maharaja de Jaipur) i el va succeir el seu fill Bijai Singh.
Amb el suport dels mahrates, Ram Singh va derrotar el seu cosí a Merta el 1756 i va assolir el poder per segon cop; però fou abandonat pels mahrates, que van rebre el fort i districte d'Ajmer i un tribut triennal de Ram Singh. Llavors Jodhpur va gaudir d'uns anys de pau, però les activitats dels mahrates, de saqueig i conquesta als estats rajputs, va portar als estats de Mewar, Jaipur i Jodhpur a unir-se i van derrotar a Sindhia a la batalla de Tonga el 1787. Sindhia va haver d'abandonar les seves conquestes, fins i tot Ajmer per un temps. El 1790 però, l'exèrcit de Sindhia, dirigit per Benoît de Boigne, va passar a l'ofensiva i va derrotar els rajputs a Patan el juny i a Merta el setembre. Jodhpur va haver de pagar una multa i cedir Ajmer (que els rathors ja mai més van recuperar). Bijai va morir el 1793 i el va succeir el seu fill Bhim Singh, que va regnar deu anys.
Al començament de la Segona Guerra Anglo-Maratha el 1803 va pujar al tron Man Singh, que va negociar amb els britànics i després amb Holkar. Dhonkal Singh, suposat fill pòstum de Bhim Singh, va reclamar el tron i es va produir una breu guerra civil; també es va lliurar una guerra amb Jaipur per la mà de la filla del maharaja d'Udaipur; el cap guerrer Amir Khan va agafar primer el partit de Jaipur i després el de Jodhpur; llavors va declarar a Man Singh mentalment incapaç i va assolir el govern efectiu de l'estat per dos anys; va saquejar el tresor i va abandonar el país amb els recursos exhaurits (1817).
Chhatar Singh, fill únic de Man Singh, va assolir la regència i va negociar amb els britànics al començament de la guerra dels pindaris. El gener del 1818 es va signar el tractat pel qual Jodhpur quedava sota protecció britànica i pagaria un tribu anual de 108.000 rupies (reduït a 98.000 el 1847 a canvi de la cessió d'Amarkot i l'obligació d'aportar 1500 cavallers quan li fossin demanats). Just després de la signatura va morir Chhatar (6 de gener de 1818) i el poder fou retornat a Man Singh que va regnar fins al 1843.
Immediatament va començar a eliminar els nobles que no li havien donat suport i alguns van fugir i van demanar ajut als britànics que el 1824 el van obligar a retornar les terres expropiades als thakurs. El 1827 els nobles es van revoltar i van proclamar a Donkhal Singh; aquest va envair l'estat des de Jaipur i el 1839 la situació era tan dolenta que els britànics van decidir intervenir i van ocupar Jodhpur cinc mesos, obligant a certes concessions al maharaja; aquest va morir el 1843 sense fills.
Per decisió de la viuda i els notables fou proclamat maharaja Takht Singh, senyor d'Ahmadnagar, descartant a Dhonkal Singh. El 1857 va ser lleial als britànics, però el govern de l'estat es va degradar i el 1868 va haver d'intervenir el govern de l'Índia.
Takht va morir el 1873 i el va succeir el seu fill Jaswant Singh, que va tenir una administració vigorosa i encertada i va posar fi a la violència i els crims, al mateix temps que es construïen ferrocarrils, obres de regadiu i es millorava l'economia de l'estat; cada departament va tenir una nova política més progressiva i reeixida. El 1875 la seva salutació fou apujada de 17 a 19 canonades i aviat fins a 21.
Va morir el 1895 i el va succeir el seu fill únic Sardar Singh de 15 anys que va rebre el poder el 1898, exercint la regència aquestos anys el seu oncle Pratap Singh (després maharaja d'Idar) assistir per un consell. Durant el govern del nou maharaja es va produir la fam del 1899-1900 o l'expedició a la Xina de 1900-1901. La moneda local fou substituïda per la rupia índia el 1900.
El 1911 va morir el maharaja i va deixar un fill menor d'edat, Sumar Singh, que va quedar fins al 1916 sota regència altre cop de Pratap Singh; Sumar va morir amb 20 anys el 1918 i el va succeir el seu jove fill Umaid Singh, altre cop amb Pratap com a regent fins al 1922. Umaid Singh va morir el 1947 i el va succeir Hanwant Singh que el 1949 va acceptar la unió del principat al Gran Rajasthan, estat que s'havia format per l'unio de Matsya i Rajasthan; el nou estat resultant va quedar formalitzat el 30 de març de 1949.

## Bandera i escut
La bandera de l'estat és la panchranga (safrà, blanc, vermell, groc i verd) en proporció 9:10 amb un falcó al centre, testimoniat ocupant un espai variable de la bandera però sempre la totalitat o part de les tres franges centrals; el falcó és similar al de l'escut però amb les ales una mica obertes i els dos peus descansant a terra. Una bandera triangular (9:16) amb els mateixos colors i sense falcó fou utilitzada també com a bandera d'estat. La bandera reial era la mateixa que la de l'estat però la proporció propera a 1:2, i el falcó era de color rosa; una variació presentava el mateix falcó que l'escut, però de color rosa.
L'escut estava format pels colors de la panchranga sostingut amb una cama per dos falcons en colors naturals, un a cada costat; al centre de l'escut un falcó en colors naturals amb peus a terra. Al cantó un quadre daurat amb tres arbres verds (el central més gran); al damunt un elm de plata amb llambrequins i sobre l'elm mig lleó daurat; a la part inferior una cinta blava de vora daurada amb la inscripció Rama Banka Rathor (Rathor valent en batalla) en daurat. Sota la cinta una condecoració.

## Llista de sobirans
- Rao Siahji 1226-1273, net del raja Jaichand de Kanauj
- Rao Ashtan 1273-1292
- Rao Doohad 1292-1309
- Rao Raipal 1309-1313
- Rao Kanhapal 1313-1323
- Rao Jalansi 1323-1328
- Rao Chada 1328-1344
- Rao Tida 1344-1357
- Rao Kanha Deo 1357-1374
- Rao Salkha (rebel) 1357-1374
- Rao Viram Deo 1374-1383
- Rao Chanda 1383-1424
- Rao Kanha 1424-1427
- Rao Sata 1424-1427 (rebel)
- Rao Ranmal 1427-1438
- Rao Jodha 1438-1488
- Rao Satal 1488-1491
- Rao Suja (Suraj Mal) 1491-1515
- Rao Ganga 1515-1532
- Rao Maldeo 1532-1562
- Rao Chandrasen 1562-1581
- Ram Singh I 1581-1583 (raja, probablement rebel)
- Udai Singh 1583-1595
- Suraj Singh 1595-1619
- Gaj Singh I 1619-1638 (maharaja)
- Jashwant Singh I 1638-1678
- Ajit Singh 1679-1724
- Abhai Singh 1724-1749
- Ram Singh II 1749-1750
- Bakht Singh 1750-1752
- Bijai Singh 1752-1753
- Ram Singh II 1753-1772 (segona vegada)
- Bijai Singh 1772-1793
- Bhim Singh 1793-1803
- Man Singh 1803-1817
- Chhatar Singh 1817-1818 (nominalment regent)
- Man Singh 1818-1843 (segona vegada)
- Takht Singh 1843-1873
- Jashwant Singh II 1873-1895
- Sardar Singh 1895-1911
- Sumar Singh 1911-1918
- Umaid Singh 1918-1947
- Hanwant Singh 1947-1952

## Ministres en cap
- 1878 - 1902 Pratap Singh, Raja d' Idar
- 1902 - 1920 Desconegut
- 1920 - 1929 Zalim Singh
- 1929 - 1931 Desconegut
- 1931 - 1932 Kunwar Sir Maharaj Singh
- 1935 - 1946 Donald Mayle Field
- 1946 - 1948 Cadambi Sheshachar Venkatachar
- 1948 - 1949 Jai Narayan (Narain) Vyas

## Agents polítics
- 1839 - 1844 J. Ludlow
- 1844 - 1845 P.T. French
- 1845 - 1848 H.H. Greathed
- Novembre 1846 - 1 febrer 1847 Sutherland (actuant per Greathed)
- 1848 - 1851 D.A. Malcolm
- 1851 - 1851 E. Hardcastle (per Malcolm)
- 1851 - 1857 Richmond Shakespear
- 1857 George Henry Monck Mason (interí)
- 1857 - 1858 R. Morrieson (interí)
- 1858 W. Anderson
- 1858 - 1859 John Cheape Brooke (interí)
- 1859 - 1865 J.P. Nixon
- 1865 - 1868 E.C. Impey
- 1868 - 1870 John Cheape Brooke (segona vegada)
- 1870 - 1873 E.C. Impey (asegona vegada)
- 1873 - 1877 C.K.M. Walter
- 1877 - 1878 Thomas Cadell
- 1878 - 1879 David W.K. Barr
- 1879 Thomas Cadell
- 1879 - 1880 A.R.T. Macrae
- Després de 1880 el resident de Rajputana Occidental (vegeu Residència dels Estats de Rajputana Occidental)